# Табану, Франк
Франк Паскаль Поль Табану (фр. Franck Pascal Paul Tabanou; 30 января 1989, Тье, Валь-де-Марн, Франция) — французский футболист, левый защитник и полузащитник.

## Карьера

### Клубная
Франк Табану начинал заниматься футболом в клубе «Шуази-ле-Руа». В 2002 году игрок оказался в системе подготовки футбольного клуба «Гавр», с 2005 по 2006 год занимался в Парижском центре подготовки футболистов. С 2006 года играл за молодёжные команды «Тулузы».
Полузащитник дебютировал в первой команде «Тулузы» 2 мая 2009 года в матче Лиги 1 против марсельского «Олимпика», заменив Муссу Сиссоко за 10 минут до конца встречи
.
До окончания сезона Табану ещё четырежды сыграл в матчах чемпионата.
17 сентября 2009 года Франк Табану сыграл первый матч в Лиге Европы (против белградского «Партизана»). В матче с «Валансьеном», сыгранном 16 января 2010 года, полузащитник забил первые голы в своей профессиональной карьере, использовав 2 передачи Андре-Пьера Жиньяка
.
В «Тулузе» Табану играл до окончания сезона 2012/13 и провёл за команду в различных турнирах 153 матча и забил 16 голов.
Летом 2013 года полузащитник перешёл в «Сент-Этьен». Впервые сыграл за новую команду 1 августа 2013 года в отборочном матче Лиги Европы против молдавского клуба «Милсами».
Также в матче лиги Европы Табану забил и первый гол за «Сент-Этьен» (в матче первого раунда против «Эсбьерга»).

### В сборной
В 2009 году Франк Табану играл за сборную Франции для игроков не старше 20 лет. С 2009 по 2010 год полузащитник выступал за молодёжную сборную. Он впервые сыграл за команду 9 октября 2009 года в отборочном матче к чемпионату Европы—2011 с командой Мальты.
Всего Табану сыграл 12 матчей за молодёжную сборную Франции.

## Статистика
| Клуб                  | Сезон                 | Чемпионат             | Чемпионат | Чемпионат | Кубки | Кубки | Еврокубки | Еврокубки | Всего | Всего |
| Клуб                  | Сезон                 | Лига                  | Игры      | Голы      | Игры  | Голы  | Игры      | Голы      | Игры  | Голы  |
| --------------------- | --------------------- | --------------------- | --------- | --------- | ----- | ----- | --------- | --------- | ----- | ----- |
| Тулуза                | 2008/09               | Лига 1                | 5         | 0         | 0     | 0     | 0         | 0         | 5     | 0     |
| Тулуза                | 2009/10               | Лига 1                | 33        | 4         | 4     | 0     | 5         | 0         | 42    | 4     |
| Тулуза                | 2010/11               | Лига 1                | 34        | 4         | 1     | 0     | 0         | 0         | 35    | 4     |
| Тулуза                | 2011/12               | Лига 1                | 32        | 3         | 2     | 0     | 0         | 0         | 34    | 3     |
| Тулуза                | 2012/13               | Лига 1                | 34        | 4         | 3     | 1     | 0         | 0         | 37    | 5     |
| Всего за «Тулузу»     | Всего за «Тулузу»     | Всего за «Тулузу»     | 138       | 15        | 10    | 1     | 5         | 0         | 153   | 16    |
| Сент-Этьен            | 2013/14               | Лига 1                | 6         | 1         | 0     | 0     | 4         | 1         | 10    | 2     |
| Всего за «Сент-Этьен» | Всего за «Сент-Этьен» | Всего за «Сент-Этьен» | 6         | 1         | 0     | 0     | 4         | 1         | 10    | 2     |
| Всего за карьеру      | Всего за карьеру      | Всего за карьеру      | 144       | 16        | 10    | 1     | 9         | 1         | 163   | 18    |